# أتاناس ديميتروف
أتاناس ديميتروف (بالبلغارية: Атанас Николаев Димитров)‏ (17 أبريل 1992 ببيتريتش في بلغاريا - ) هو لاعب كرة قدم بلغاري في مركز الوسط. لعب مع بوتيف فراتسا ونادي ليتكس لوفتش وPFC Bansko ‏ وFC Chavdar Etropole ‏ وFC Lokomotiv Gorna Oryahovitsa ‏.

## وصلات خارجية
- أتاناس ديميتروف على موقع قاعدة بيانات كرة القدم.إي يو (الإنجليزية)
- أتاناس ديميتروف على موقع Soccerway.com (الإنجليزية)